# Липки (Смолевичи)
Липки (бел. Ліпкі) — микрорайон вблизи города-спутника Смолевичи, рядом с трассой М1, до сих пор ведётся строительство микрорайона малоэтажной застройки.

## История
Согласно «Проекту градоэкономического обоснования создания города-спутника г. Минска в г. Смолевичи», разработанному УП «БЕЛНИИПГРАДОСТРОИТЕЛЬСТВА» в 2009 году была определена площадка для размещения жилого района для жителей г. Минска.
Размещение усадебной жилой застройки в юго-восточном направлении (по дороге на Жодино) в районе дер. Липки с объектами торговли и детскими учреждениями.